# Comuna Sahnivșciîna, Mașivka
Sahnivșciîna (în ucraineană Сахнівщина) este o comună în raionul Mașivka, regiunea Poltava, Ucraina, formată din satele Hrîhorivka, Petrivka, Sahnivșciîna (reședința) și Vovcea Balka.

## Demografie
Componența lingvistică a comunei Sahnivșciîna
     Ucraineană (94,68%)
     Rusă (4,52%)
     Alte limbi (0,5%)
Conform recensământului din 2001, majoritatea populației comunei Sahnivșciîna era vorbitoare de ucraineană (94,68%), existând în minoritate și vorbitori de rusă (4,52%).